# Schloss Weidenholz

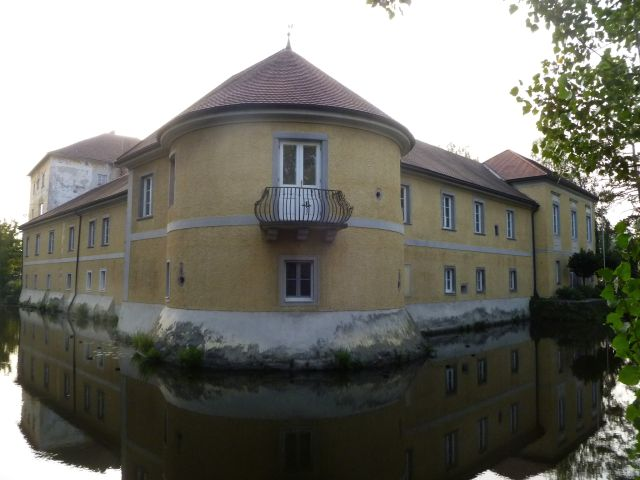
Wasserschloss Weidenholz

Das Schloss Weidenholz liegt im gleichnamigen Ortsteil der Gemeinde Waizenkirchen im Bezirk Grieskirchen in Oberösterreich.

## Geschichte
Erstmals wird das Schloss 1125 erwähnt. Damals war es als Lehen an Dietrich (Tietric) und Rudolf von Weidenholz vergeben, die ihrerseits Lehensleute der Schaunberger waren. 1276 erfolgte eine Lehensbestätigung durch Hadamar von Starhemberg an Ulrich von Weydenholcz und seine Erben „das gesäs zu Weidenholcz gelegen bei Waizenkirchen“. Damals war Weidenholz bereits ein landesfürstliches Lehen, das von den Starhembergern als Afterlehen vergeben wurde. 1331 erzwangen die Schaunberger wiederum die verlorene Lehenshoheit zu ihren Gunsten. Nach dem Tod des gleichnamigen Enkels des Ulrich von Weidenholz († 1373) starb dieses Geschlecht aus. Die Erben waren Göschl der Lerbühler und Chunrad (Chuntz) von Stegen, vermutlich die Schwiegersöhne des Ulrich. Diese verkauften die Wasserburg 1375 an Herzog Albrecht III. 1386 erhielt Zacharias Haderer, Feldhauptmann von Herzog Albrecht III., Weidenholz, nachdem er diesen Besitz bereits pfandweise innehatte. 1415 löste Andreas Hörleinsberger die Pfandschaft ein, von diesem wurde sie 1443 von Lorenz Kraft, Pfleger in der Herrschaft von Steyr, übernommen. König Ladislaus verlieh Weidenholz 1453 an Graf Ulrich III. von Schaunberg als Leibgedinge. 1460 verpfändete Herzog Albrecht VI. Weidenholz an die Grafen von Schaunberg, wobei diese die Burg später kauften.

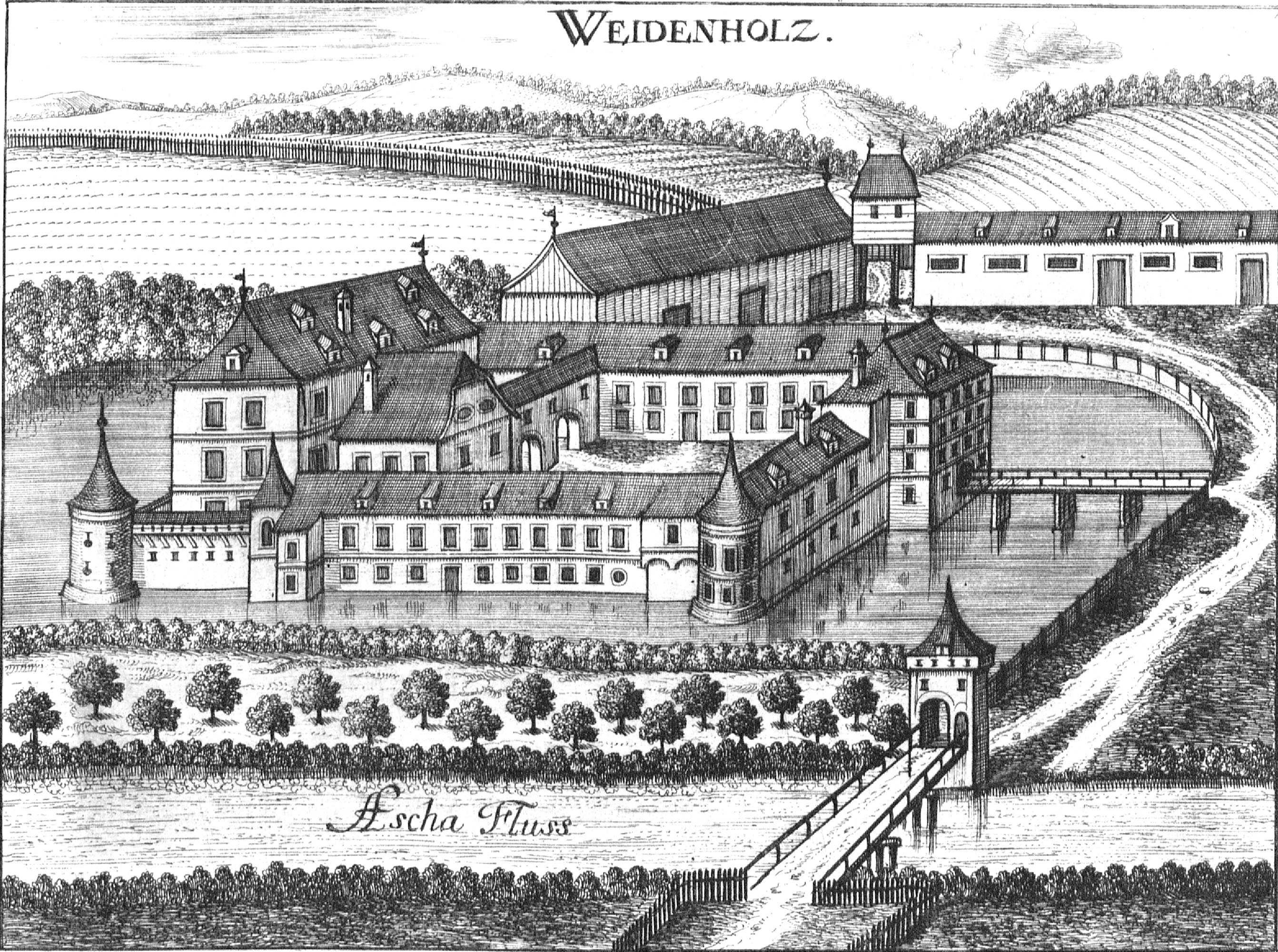
Wasserschloss Weidenholz nach einem Stich von Georg Matthäus Vischer von 1674

1547 verkaufte wegen seiner Schulden Graf Georg II. von Schaunberg Weidenholz an Hans Pergheimer (Bergheimer). Diesem wurde in der Folge die Niedergerichtsbarkeit verliehen. Der Bergheimer war ein eifriger Protestant und er stiftete Weidenholz zusammen mit der Herrschaft Würting zur Dotierung an die adelige Landschaftsschule. Von diesem übernahm 1556 der Schwiegersohn des Bergheimers, Graf Achaz von Losenstein, das Wasserschloss. Durch diesen wird Waizenkirchen am 11. Mai 1593 zum Markt erhoben; sein Wappentier kommt heute noch im Gemeindewappen von Waizenkirchen vor.
1612 übernahmen die Brüder Hohenfeld die Herrschaft von der Christine von Losenstein, verehelicht mit Wolfgang Bergheimer; bei der Teilung der Güter fielen Schloss und Besitz an Ludwig von Hohenfeld. Wegen seines protestantischen Glaubens musste Ludwig Hohenfelder auswandern; er verkaufte den Besitz an den Grafen Hans Ludwig von Kueffstein, damals Landeshauptmann vom Lande ob der Enns. 1704 wurde Weidenholz im Erbfolgekrieg besetzt und geplündert. Von den Kueffstein ging Weidenholz als Heiratsgut 1718 an den Grafen Johann Weickhard Spindler. 1819 ist der Linzer Kaufmann Eder Schlossbesitzer. Auf diesen folgten wieder über eine Ehe an den Grafen Julius Gilleis. 1857 kam Weidenholz durch Heirat an Graf Hermann von Attems. 1876 brannte das Schloss ab. Die Brandruine erstand Josef Aichinger aus Peuerbach, der Weidenholz Großteiles wiederherstellen ließ. Danach ging das Schloss an den Grafen Coreth.

## Schloss Weidenholz heute
Weidenholz ist ein an allen vier Seiten von einem Wassergraben umgebenes Wasserschloss. Einer der vorderen Türme der ursprünglichen Burganlage ist noch erhalten. Im 15. Jahrhundert wurden die beiden rückwärtigen Türme für einen Erweiterungsbau abgebrochen. War Weidenholz ursprünglich eine quadratische Anlage, so ist es durch den renaissancezeitlichen Zubau zu einem unregelmäßig rechteckigen Baukomplex geworden. Erhalten (aber renovierungsbedürftig) ist der viergeschoßige Herrentrakt mit einem vorgesetzten, dreigeschoßigen Stöckl. Zu diesem führt heute vom Sportplatz eine kleine Brücke. Die den Innenhof abschließende Mauer, die auf dem Stich von Georg Matthäus Vischer von 1674 zu erkennen ist, ist nicht mehr vorhanden. Der Seitentrakt ist heute ein Schuppen, dessen Außenmauer die ursprüngliche Querwand war.
Der früher viergeschoßige Torbau ist nach dem Brand von 1876 nur mehr zweigeschoßig erneuert worden. Zu ihm gelangt man über eine Brücke, die zu einer Torhalle mit Tonnengewölbe und dann in den Innenhof führt. Im linken Seitentrakt sind im Erdgeschoß Arkaden erhalten, die darüberliegenden Arkaden sind herausgerissen und zugemauert worden. Im ersten Stock soll sich ein Saal mit Stuckdecke aus dem 17. Jahrhundert befinden.
In dem Schloss ist heute die Landesmusikschule Waizenkirchen untergebracht. Es befinden sich auch Mietwohnungen in dem Schloss. Weidenholz ist im Besitz der Gemeinde Waizenkirchen.

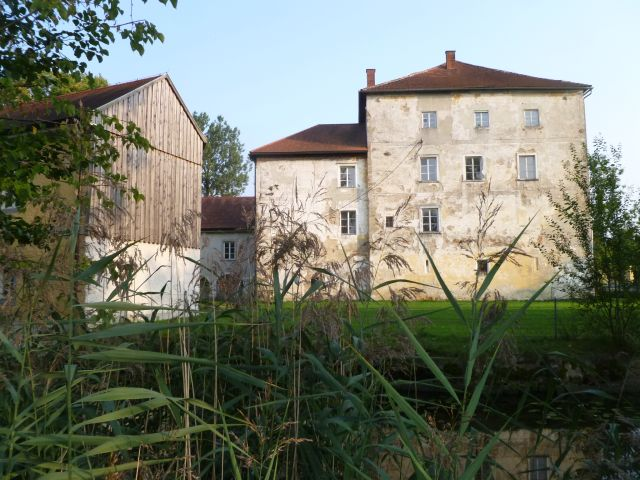
Herrentrakt mit Stöckl
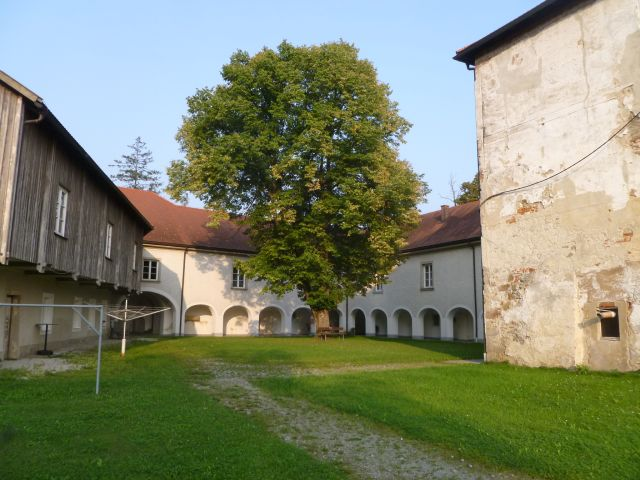
Innenhof mit Arkaden
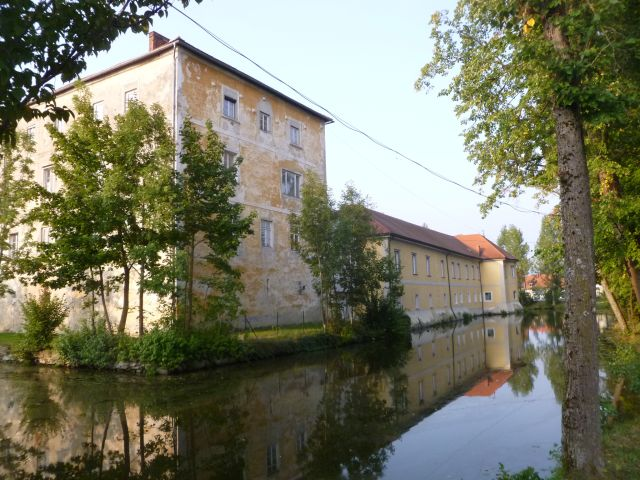
Herrentrakt mit Wassergraben
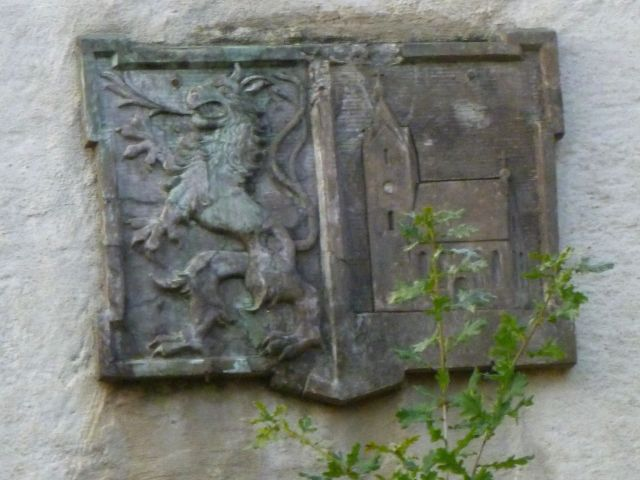
Wappentier des Georg Achaz von Losenstein
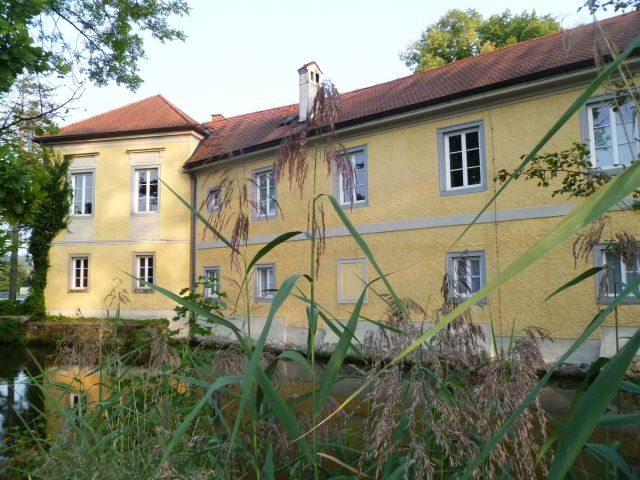
Seitentrakt mit Wassergraben